# 사무라이 (1965년 영화)
사무라이(侍, Samurai)는 일본에서 제작된 오카모토 기하치 감독의 1965년 액션 영화이다. 미후네 도시로 등이 주연으로 출연하였고 다나카 토모유키 등이 제작에 참여하였다.

## 출연

### 주연
- 미후네 도시로
- 코바야시 케이쥬
- 이토 유노스케
- 아라타마 미치요
- 타무라 나미
- 야치구사 카오루
- 스기무라 하루코
- 토노 에이지로
- 히라타 아키히코
- 이나바 요시오
- 오오츠지 시로
- 타다오 나카마루

## 제작진
- 원작자: 군지 지로마사
- 미술: 아쿠네 이와오